# 長嶺超輝
長嶺 超輝（ながみね まさき、1975年8月3日 - ）は、日本のフリーライター。

## 人物
長崎県平戸市生まれ。3歳から熊本県で育つ。熊本県立熊本高等学校を経て九州大学法学部卒業。司法試験に7回不合格となった後、2004年に上京。法律分野を得意とするライターとして執筆活動を始める。
2007年に発表したデビュー著書『裁判官の爆笑お言葉集』が、30万部を超えるベストセラーとなる。
大学生の頃、初めて最高裁判所裁判官国民審査に投票するに際し、投票用紙に記された裁判官の名前を一人も知らないことにショックを受けたことがきっかけで、最高裁判所に関心を持ち、2005年の第20回最高裁判所裁判官国民審査から、審査対象となる裁判官のプロフィールや判決実績をまとめて、インターネット上のサイトに公表している。

## ラジオ
- 『メキキの聞き耳』(TBSラジオほかJRN系列)

## 著書
- 『裁判官の爆笑お言葉集』(幻冬舎新書)、
- 『裁判官の人情お言葉集』(幻冬舎新書)
- 『サイコーですか?最高裁!』(光文社)
- 『罪と罰の事典 ー "裁判員時代"の法律ガイド』(小学館)
- 『ズレまくり!正しすぎる法律用語』(阪急コミュニケーションズ)
- 『47都道府県 これマジ!?条例集』(幻冬舎新書)
- 『裁判長の沁みる説諭 刑事法廷は涙でかすんだ…』（河出書房新社）
- 『裁判長の泣けちゃうお説教　法廷は涙でかすむ』（河出書房新社）